# Vzpírání na Letních olympijských hrách 1920
Vzpěračské soutěže na Letních olympijských hrách 1920 v Antverpách.

## Medailisté

### Muži
| Kategorie   | Zlato                           | Stříbro                             | Bronz                             |
| ----------- | ------------------------------- | ----------------------------------- | --------------------------------- |
| 60 kg       | Frans De Haes · Belgie (BEL)    | Alfred Schmidt · Estonsko (EST)     | Eugène Ryter · Švýcarsko (SUI)    |
| 67,5 kg     | Alfred Neuland · Estonsko (EST) | Louis Williquet · Belgie (BEL)      | Florimond Rooms · Belgie (BEL)    |
| 75 kg       | Henri Gance · Francie (FRA)     | Pietro Bianchi · Itálie (ITA)       | Albert Pettersson · Švédsko (SWE) |
| 82,5 kg     | Ernest Cadine · Francie (FRA)   | Fritz Hünenberger · Švýcarsko (SUI) | Erik Pettersson · Švédsko (SWE)   |
| nad 82,5 kg | Filippo Bottino · Itálie (ITA)  | Joseph Alzin · Lucembursko (LUX)    | Louis Bernot · Francie (FRA)      |

## Přehled medailí
| Pořadí | Země              | Zlato | Stříbro | Bronz | Celkově |
| ------ | ----------------- | ----- | ------- | ----- | ------- |
| 1.     | Francie (FRA)     | 2     | 0       | 1     | 3       |
| 2.     | Belgie (BEL)      | 1     | 1       | 1     | 3       |
| 3.     | Estonsko (EST)    | 1     | 1       | 0     | 2       |
| 3.     | Itálie (ITA)      | 1     | 1       | 0     | 2       |
| 5.     | Švýcarsko (SUI)   | 0     | 1       | 1     | 2       |
| 6.     | Lucembursko (LUX) | 0     | 1       | 0     | 1       |
| 7.     | Švédsko (SWE)     | 0     | 0       | 2     | 2       |
| Celkem | Celkem            | 5     | 5       | 5     | 15      |